# Europa Point
Europa Point (in spagnolo Punta de Europa) è il punto più meridionale di Gibilterra, talvolta è erroneamente considerato la punta più meridionale d'Europa. Si trova sulla Rocca di Gibilterra, la zona è costituita da alcune piccole zone pianeggianti e da alcune costruzioni. Nei giorni limpidi si può vedere l'Africa oltre lo Stretto di Gibilterra incluso il Rif marocchino e la città spagnola di Ceuta.
Sulla punta si trovano importanti edifici: la Moschea Ibrahim-al-Ibrahim, il santuario cattolico della Nostra Signora dell'Europa e un faro.
Europa Point è facilmente collegato con il resto della colonia con il Dudley Ward Tunnel. A seguito di una frana nel 2002 il Dudley Ward Tunnel è rimasto chiuso per 8 anni. Nell'estate 2009 sono iniziati i lavori di ristrutturazione del tunnel che è stato infine riaperto al traffico il 2 novembre 2010.

## Faro

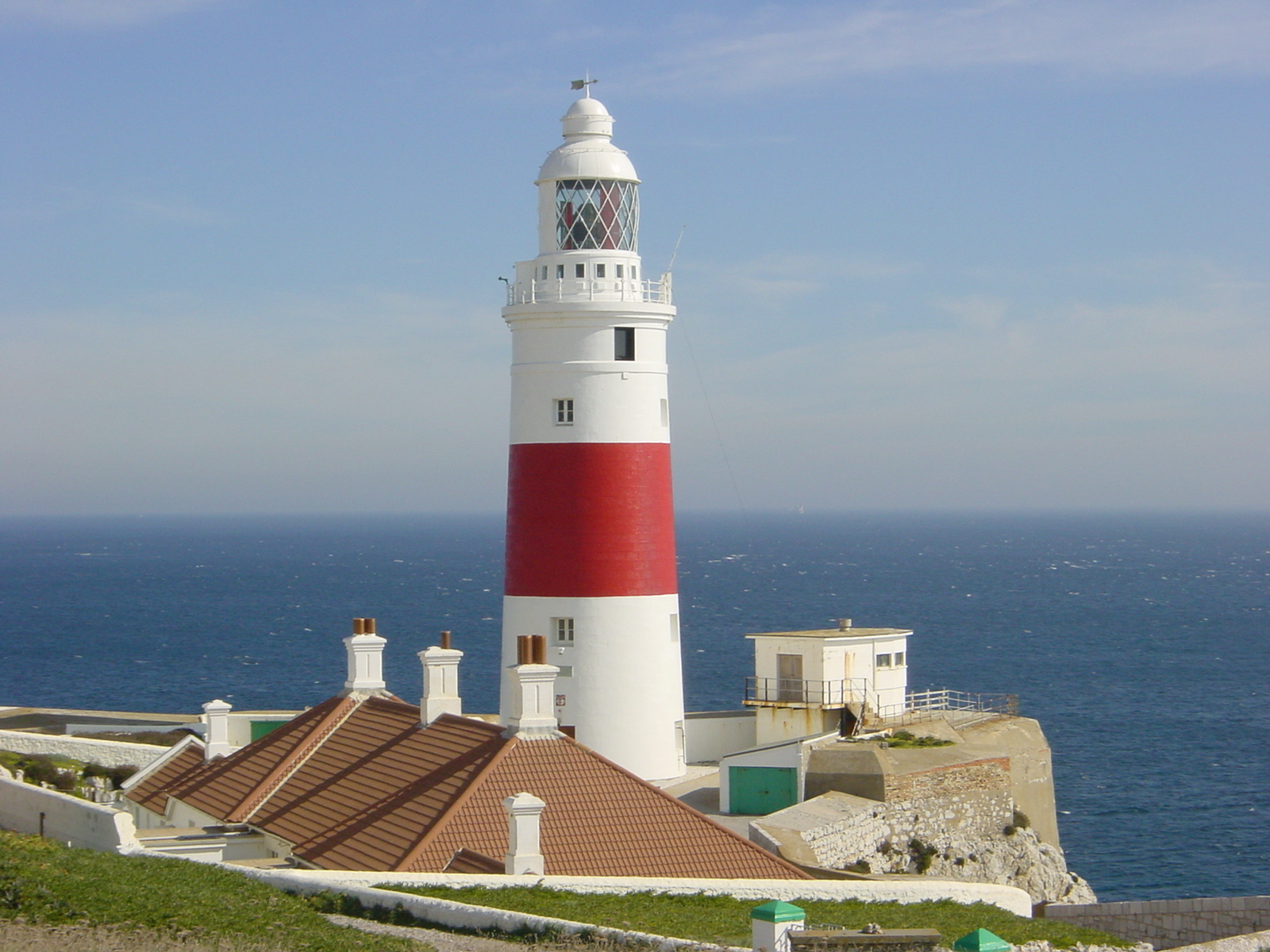
Il faro.

Il faro di Europa Point fu costruito dal governatore Sir Alexander Woodford tra il 1838 e il 1841. Venne inaugurato il 1 agosto 1841 con una breve cerimonia a cui parteciparono circa 10.000 persone. Inizialmente dotato di una lampada a stoppino singolo, ha subito diversi aggiornamenti finalizzati a migliorare l'emissione luminosa. Nel 1864, la lampada fu sostituita con un bruciatore a quattro stoppini della Chance Brothers, seguito da ulteriori miglioramenti nel 1875 e nel 1894. Un aggiornamento significativo nel 1905 vide l'aggiunta di un bruciatore a tre lampade a mantello.
Nel corso del XX secolo, il faro ha continuato a modernizzarsi, culminando con l'automazione completa nel febbraio del 1994. Visibile da una distanza di 27 Km, è il faro più meridionale di responsabilità del Trinity House,  l'autorità generale britannica per i fari, nonché l'unico al di fuori del Regno Unito.

## Santuario di Nostra Signora dell'Europa

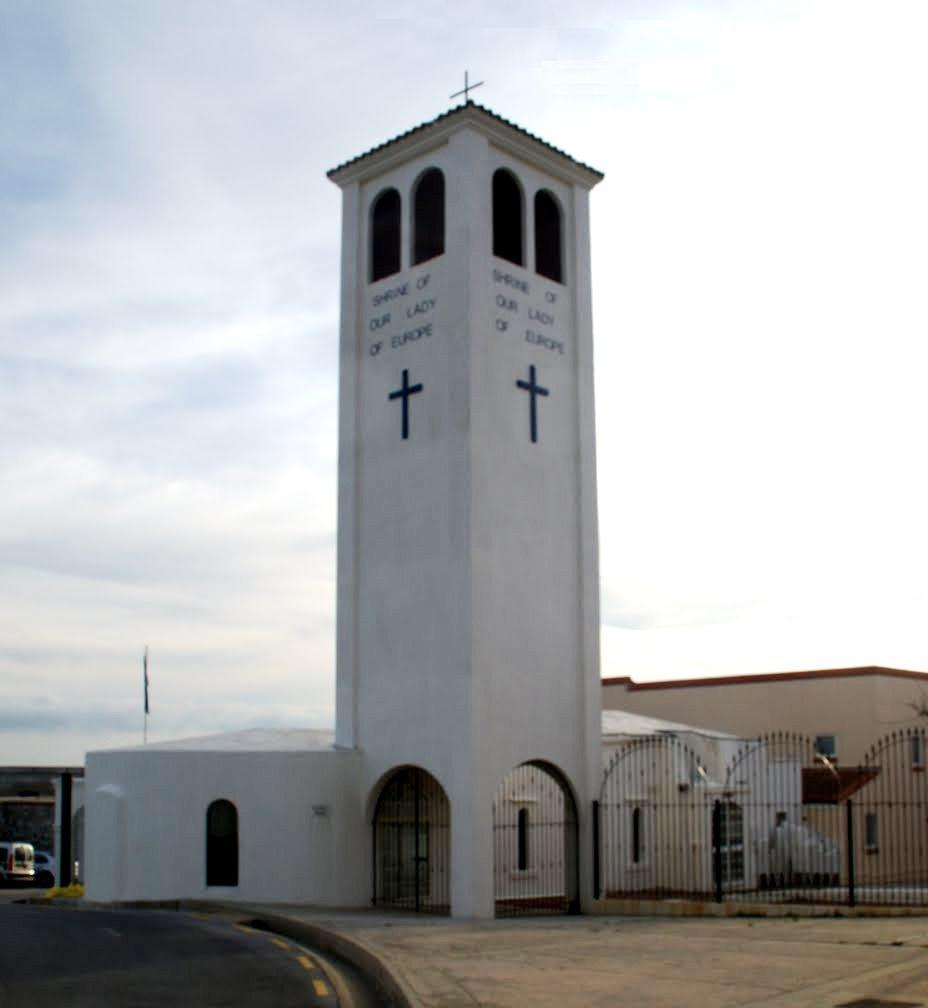
Il Santuario di Nostra Signora dell'Europa, fondata dai Mori come moschea

Costruita come moschea dai Mori, il 20 agosto 1462, giorno della festa di Bernardo di Chiaravalle, gli spagnoli guidati da Don Rodrigo Ponce de León riconquistarono Gibilterra. La piccola moschea fu convertita in santuario cristiano intitolato alla Nostra Signora dell'Europa, con l'intenzione di consacrare a Dio, tramite Maria, l'Europa come punto di preghiera da una delle sue estremità.
Nel 1979 papa Giovanni Paolo II con la lettera apostolica Si quis ha ufficialmente approvato il titolo di Nostra Signora dell'Europa come patrona di Gibilterra, quindi poco dopo il santuario venne restaurato.

## Moschea Ibrahim-al-Ibrahim

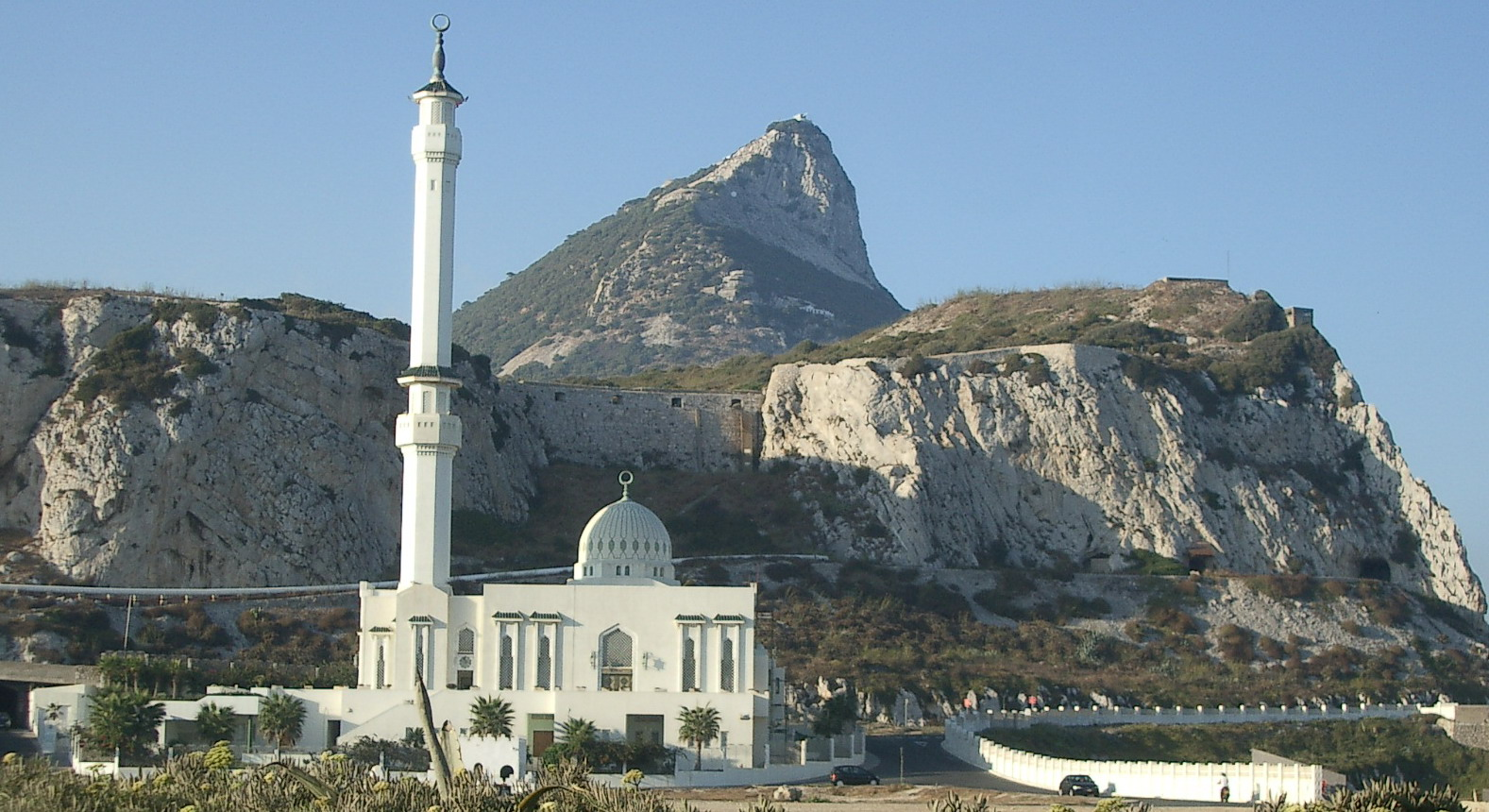
La moschea Ibrahim-al-Ibrahim

Nel 1995 con finanziamenti sauditi di Re Fahd è stata costruita la moschea Ibrahim-al-Ibrahim che è stata completata nel 1997.

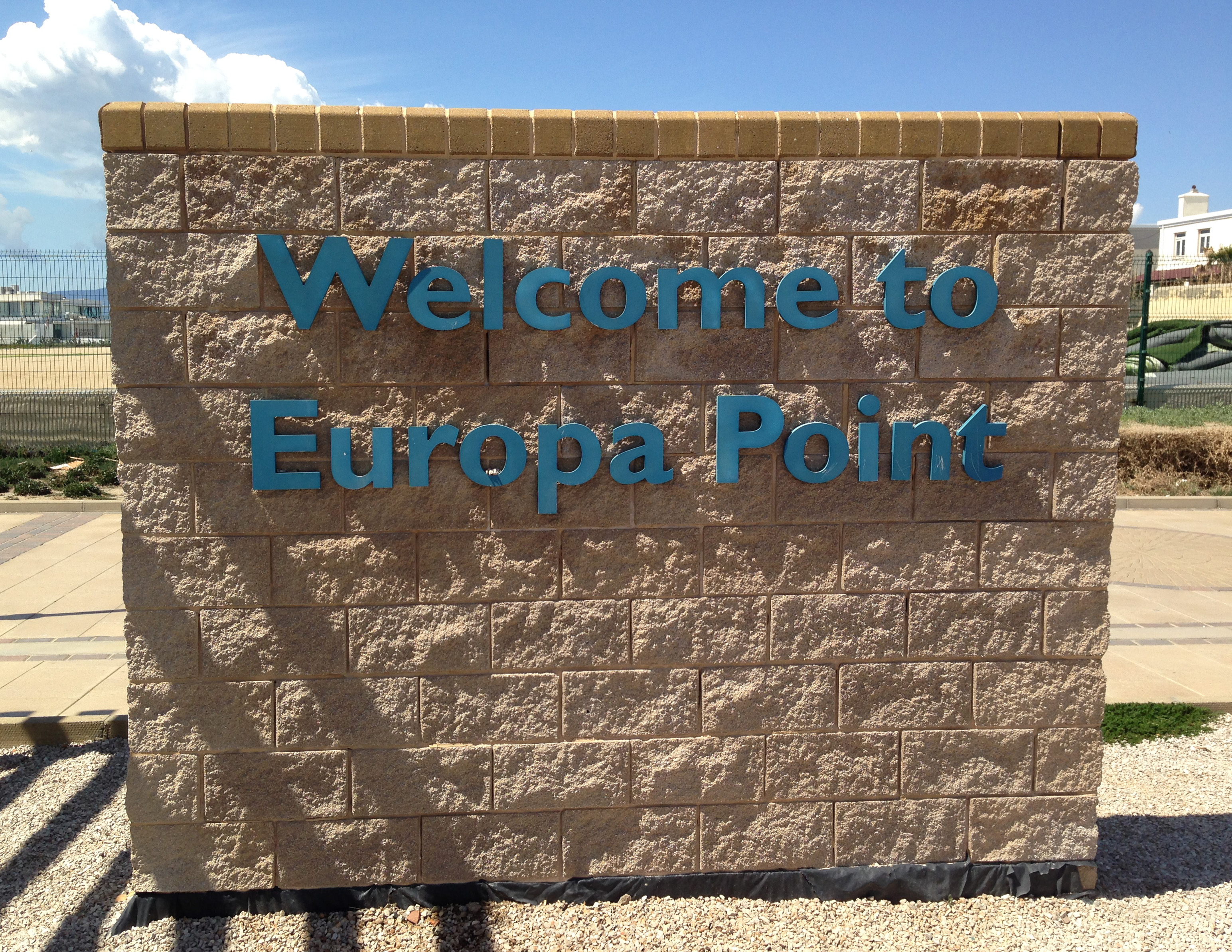
Scritta di benvenuto